# Pere Serra
|  | Aquest article tracta sobre el pintor. Vegeu-ne altres significats a «Pere Serra (desambiguació)». |

Pere Serra fou un pintor català d'estil italo-gòtic ser actiu entre 1357 i 1406.

## Biografia
Era fill de Berenguer Serra i Constança. Tot i l'origen menestral del pare, que era sastre, els quatre o cinc germans de la família varen ser pintors actius a Catalunya al segle xiv. Destaquen Jaume, Francesc i Joan: tots conrearen l'estil italo-gòtic d'influència especialment sienesa, com era típic del segle xiv català. Realitzaven figures menudes, estilitzades, d'ulls ametllats i boca petita.
Dels quatre germans, Pere Serra fou el més dotat i qui va tenir una carrera més llarga. Va ingressar al taller de Ramon Destorrents el 1357. Es va interessar més pel colorit que pels conceptes espacials i va desenvolupar feina de taller, segons s'evidencia en la reiteració dels mateixos models pictòrics.
Els germans Serra treballaren per a la Cort d'Aragó i dominaren el mercat pictòric barceloní durant la segona meitat del segle xiv. Tot i que l'estil de l'obrador és italianitzant, de pintura sienesa, molts dels seus deixebles esdevindran iniciadors del gòtic internacional al Principat. Pel taller de Pere Serrà es formaren Jaume Cabrera, Pere Vall, Joan Mates o Jaubert Gaucelm.
Pere va treballar des de 1363 amb el seu germà Jaume, amb qui va realitzar la Mare de Déu de Tobed i el Retaule del Sant Sepulcre de Saragossa dedicat a Santa Llúcia i Sant Guillem.

## Obra
El seu estil és més treballat i depurat que el dels seus germans. Presta més atenció als detalls secundaris, a la representació de l'ambient, aplicant més racionalitat a l'estètica. A les escenes narratives, d'indubtable qualitat lírica, domina la calma i la correcció amb solucions clarament bidimensionals. No va manifestar cap preocupació per plasmar la profunditat ni la perspectiva, una característica que es desenvoluparia amb la introducció del gòtic internacional.
La seva obra mestra és el Retaule del Sant Esperit, a la Seu de Manresa, pintat vers 1394. La taula central del banc és de Lluís Borrassà (1411). Aquest retaule és de grans dimensions i de gran riquesa iconogràfica amb 22 escenes diferents (sense comptar les 36 figures de sants pintades en els sis muntants). Va ser encarregat a Pere Serra per la Confraria del Sant Esperit de Manresa.
A part del Retaule del Sant Esperit de Manresa, a Pere Serra se li atribueixen les següents obres (llista no exhaustiva):
- Retaule del Sant Esperit de l'església parroquial de Sant Llorenç de Morunys.[5]
- Retaule de Tots els Sants del monestir de Sant Cugat.
- Retaule dels Goigs de la Verge d'Abella de la Conca.
- Retaule de la Mare de Déu de Sixena del monestir de Sixena (Osca), avui al Museu Nacional d'Art de Catalunya a Barcelona.[6]
- Taula central del retaule dedicat als sants Bartomeu i Bernat de Claravall per al convent de Sant Domènec (1395), actualment al Museu Episcopal de Vic.
- Taula lateral d'un retaule amb Jesús davant Pilat actualment al Museu Episcopal de Vic.
- Mare de Déu dels Àngels, tres taules procedents de Tortosa, avui en el Museu Nacional d'Art de Catalunya. Segueix el model de la Madonna angelicata.
- Taula del Sant Sopar, Galeria Regional de Palerm.
- Anunciació, a la Pinacoteca de Brera, Milà.
- Crucifixió de Sant Pere procedent de l'església de Sant Pere de Cubells.

- Retaule del Sant Esperit
- Crucifixió de Sant Pere
- Mare de Déu dels Àngels (MNAC)
- Mare de Déu i àngels músics
- Retaule del Sant Esperit (Sant Llorenç de Morunys)